# Col de la Vayède
Le col de la Vayède est un col routier situé dans le massif des Alpilles dans le département français des Bouches-du-Rhône aux Baux-de-Provence. Son altitude est de 185 mètres.

## Géographie
Le col est situé dans le parc naturel régional des Alpilles, au nord du village et en contrebas du château des Baux, emblème du grand site touristique bâti sur un éperon de calcaire tendre.

## Histoire
Le col de Vayède constitue un site archéologique où ont été notamment exhumés dès la fin du XIXe siècle des éléments de sculptures monumentales et un casque grec archaïque en 1813.

## Activités

### Cyclisme
Classé en quatrième catégorie, le col a été au programme de la 13e étape du Tour de France 2005, de la 3e étape du Tour de France 2009 puis de la 6e étape du Tour de France 2013.